# حمله بوداپست
حمله بوداپست (انگلیسی: Budapest offensive) حمله عمومی ارتش شوروی و رومانی به آلمان نازی و متحدان نیروهای محور آنها در پادشاهی مجارستان (۱۹۲۰–۱۹۴۶) بود.